# روبرت ارگاس
روبرت ارگاس (انگلیسی: Robert Ergas؛ زادهٔ ۱۵ ژانویهٔ ۱۹۹۸) بازیکن فوتبال اهل اروگوئه است که که به صورت قرضی از دفنسور اسپورتینگ به عنوان مدافع چپ یا وینگر چپ برای کلاب المپیا بازی می‌کند.
وی همچنین در تیم‌های ملی فوتبال زیر ۱۷ سال اروگوئه و زیر ۲۰ سال اروگوئه بازی کرده‌است.